# 대한민국 민법 제230조
대한민국 민법 제230조는 언의 설치, 이용권에 대한 민법조문이다.

## 조문
제230조 (언의 설치, 이용권) ①수류지의 소유자가 언을 설치할 필요가 있는 때에는 그 언을 대안에 접촉하게 할 수 있다. 그러나 이로 인한 손해를 보상하여야 한다.
②대안의 소유자는 수류지의 일부가 자기소유인 때에는 그 언을 사용할 수 있다. 그러나 그 이익을 받는 비율로 언의 설치, 보존의 비용을 분담하여야 한다.